# Benjamin Declercq
Pour les articles homonymes, voir De Clercq.
Benjamin Declercq, né le 4 février 1994 à Courtrai, est un coureur cycliste belge.

## Biographie
Benjamin Declercq naît le 4 février 1994 à Courtrai en Belgique. Son frère Tim, né en 1989, est également coureur professionnel.
Membre du DJ-Matic Kortrijk de 2006 à 2012, il entre dans l'équipe EFC-Omega Pharma-Quick Step à partir de la saison 2013. En octobre 2014, il termine 4e de Paris-Tours espoirs bien qu'il soit tombé à deux reprises lors de la course.
Au mois d'août 2018, il termine onzième de la Course des raisins.
Au mois de juillet 2019, il termine second du Grand Prix Pino Cerami remporté par le Français Bryan Coquard sous une chaleur caniculaire. Le 2 octobre, l'équipe continentale professionnelle française Arkéa-Samsic présente son pôle sprinteur où apparaît Benjamin Declercq. Ses objectifs au sein de la structure bretonne sont de préparer au mieux les sprints pour ses leaders et de disputer des classiques.
Il commence sa saison 2020 sur le Grand Prix Jean-Pierre Monseré où son coéquipier Thomas Boudat prend la 5e place. La saison étant suspendue à cause de la pandémie de Covid-19, il ne dispute que cette course sur la première partie de saison. Il reprend la compétition le 1er août sur les Strade Bianche. Il connaît ses premiers résultats le 15 août sur À travers le Hageland (6e) puis sur le Tour du Limousin-Nouvelle-Aquitaine (7e du classement général). Le 6 septembre, il se classe 13e du Tour du Doubs où se distinguent également ses coéquipiers Romain Hardy (5e) et Anthony Delaplace (11e). À la fin du mois, il est retenu pour participer à la Flèche wallonne et épauler Warren Barguil, qui s'y classe 4e.
En 2021, il réalise son premier résultat en mars, 14e de la Bredene Koksijde Classic. Après un début de saison compliqué, avec seulement quatre courses terminées en onze jours de course, il lui est diagnostiqué qu'une artère située en haut de sa jambe gauche est complètement bloquée. Il est ainsi opéré d'une sténose de l’artère fémorale en mai. Il renoue avec la compétition en septembre lors du Grand Prix de Fourmies.
En fin de contrat chez Arkéa-Samsic et aucune équipe ne lui proposant de contrat professionnel, il décide de mettre un terme à sa carrière en décembre 2022.

## Palmarès

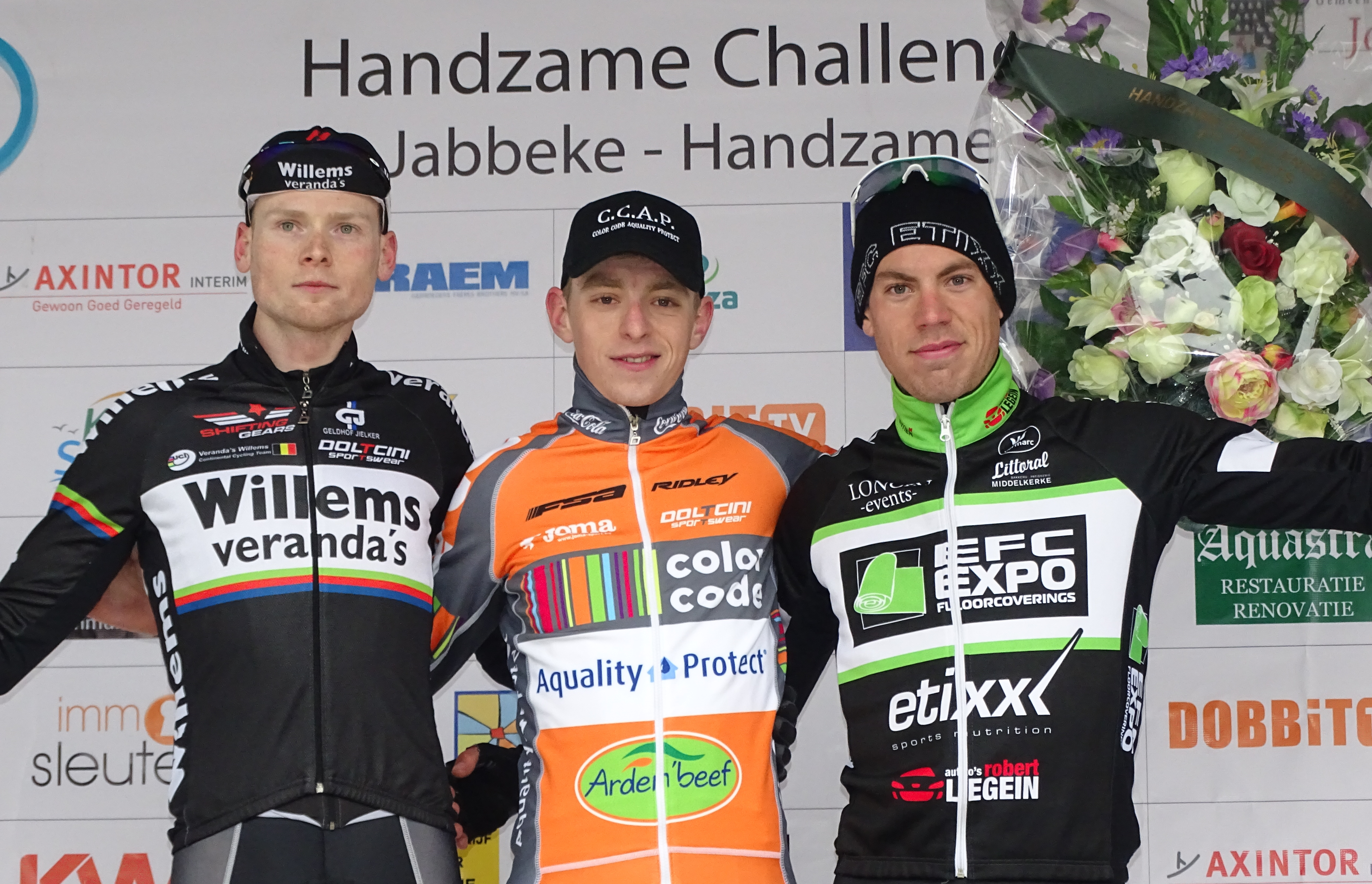
Podium de l'édition 2015 du Handzame Challenge : Stef Van Zummeren (2e), Julien Kaise (1er) et Benjamin Declercq (3e).

- 2010[1]
  -  Champion de Flandre-Occidentale débutants
- 2014
  - 2e étape du Tour du Canton de Saint-Ciers
  - 4e étape des Trois Jours de Cherbourg
  - 3e du Handzame Challenge
  - 3e du Tour de Moselle
- 2015
  - 2e du Grand Prix de Geluwe
  - 3e du Handzame Challenge
  - 3e du Tour de Namur
- 2016
  - 2e du Grand Prix de Francfort espoirs
  - 2e de la Wingene Koers
  - 3e du Tour du Piémont Vosgien
- 2018
  - 3e du Grand Prix Pino Cerami
- 2019
  - 2e du Grand Prix Pino Cerami
- 2022
  - Oost-Vlaamse Sluitingsprijs

## Classements mondiaux
| Année                                 | 2014 | 2015 | 2016  | 2017  | 2018 | 2019 | 2020 | 2021  | 2022 |
| ------------------------------------- | ---- | ---- | ----- | ----- | ---- | ---- | ---- | ----- | ---- |
| Classement mondial                    |      |      | 1348e | 1549e | 364e | 434e | 320e | 1545e | 712e |
| UCI Europe Tour                       | 655e | nc   | 915e  | 987e  | 192e | 344e | 265e | 1088e | 547e |
| UCI Asia Tour                         | nc   | nc   | nc    | 510e  | 707e |      |      |       |      |
|                                       |      |      |       |       |      |      |      |       |      |
| Légende : nc = non classéSource : UCI |      |      |       |       |      |      |      |       |      |